# اندانور
اندانور (به انگلیسی: Andanoor) یک منطقهٔ مسکونی در هند است که در تامیل نادو واقع شده‌است.

## خصوصیات
اندانور ۲٬۴۲۳ نفر جمعیت دارد.